# Micropistus
Micropistus es un género de escarabajos barrenadores metálicos del orden Coleoptera.

## Especies
- Micropistus dilatatus Kurosawa, 1982
- Micropistus hirashimai Kurosawa, 1990
- Micropistus ingeiceps (Saunders, 1872)
- Micropistus microcephalus Thery, 1923